# Antonio Cupo
Antonio Cupo (10 de enero de 1978) es un actor y músico canadiense, más conocido por haber interpretado a Marco Moretti en la serie Bomb Girls.

## Biografía
Es hijo de los inmigrantes italianos Manlio y Lucia Cupo quienes emigraron a Canadá en el año 1968, diez años antes del nacimiento de Antonio. Tiene dos hermanos mayores Sabato Cupo y la actriz y cantante Carmelina Cupo.
Se graduó en literatura inglesa en Teatro en la Universidad de Columbia Británica.

## Carrera
Es vocalista de la banda de rock "Hybrid Cartel". Antonio ha ganado varios concursos nacionales de composición de canciones en Canadá.
En 2001 apareció por primera vez en la serie Dark Angel, donde interpretó al Hombre X5 durante el episodio "Designate This". Apareció de nuevo en el episodio "Art Attack", donde interpretó a un trabajador. Ese mismo año  apareció en la serie de ciencia ficción Andrómeda, donde interpretó al Teniente Gadell. En 2005 interpretó a Christian Grey en la serie romántica italiana Elisa di Rivombrosa. En 2008 obtuvo un pequeño papel en la película Elegy.
En 2011 apareció en la película Magic Beyond Words: The JK Rowling Story, donde interpretó al periodista de televisión portugués Jorge Arantes. En 2012 se unió al elenco recurrente de la miniserie Bomb Girls, donde interpretó a Marco Moretti hasta el final de la serie en 2013. Ese mismo año apareció como invitado en un episodio de la serie norteamericana Supernatural, donde dio vida al fantasma Whitman Van Ness.

## Filmografía

### Series de televisión
| Año         | Título               | Personaje            | Notas                                   |
| ----------- | -------------------- | -------------------- | --------------------------------------- |
| 2012 - 2013 | Bomb Girls           | Marco Moretti        | 17 episodios                            |
| 2013        | Murdoch Mysteries    | Carl Rodriguez       | episodio "Lovers in a Murderous Time"   |
| 2012        | Supernatural         | Whitman Van Ness     | episodio "Of Grave Importance"          |
| 2012        | 6 passi nel giallo   | Mathias Caruana      | episodio "Vite in ostaggio" - miniserie |
| 2011        | L'ombra del Destino  | Antonio Principato   | 6 episodios                             |
| 2007        | Sabbatical           | Paolo                | -                                       |
| 2005        | Elisa di Rivombrosa  | Christian Grey       | -                                       |
| 2004        | L.                   | Beck Bishop          | episodio "Pilot"                        |
| 2003        | Black Sash           | Matthew              | episodio "Date Night"                   |
| 2002        | Taken                | Tony, el Guitarrista | episodio "Charlie and Lisa"             |
| 2002        | Just Cause           | Ian Story            | episodio "Fading Star"                  |
| 2002        | Just Deal            | Josh                 | 2 episodios                             |
| 2002        | The Sausage Factory  | Bradford             | episodio "Sex, Guys & Videotape"        |
| 2001        | Andrómeda            | Teniente Gadell      | episodio "Pitiless as the Sun"          |
| 2001        | Special Unit 2       | Dylan Michaels       | episodio "The Years"                    |
| 2001        | Dark Angel           | Hombre X5            | episodio "Designate This"               |
| 2000        | The Immortal         | Joven Rafe           | episodio "Prime Location"               |
| 2000        | So Weird             | Guitarrista          | episodio "Rewind"                       |
| 2000        | Beggars and Choosers | Marco                | episodio "Hello Dalai"                  |

### Películas
| Año  | Título                                   | Personaje                    | Notas                                                                                  |
| ---- | ---------------------------------------- | ---------------------------- | -------------------------------------------------------------------------------------- |
| 2015 | Maid for You                             | Max                          | junto a Kristanna Loken, Sarai Givaty, Giulio Berruti & Joe Azzopardi                  |
| 2015 | I Do, I Do, I Do                         | Dr. Peter Lorenzo            | junto a Autumn Reeser, Shawn Roberts, Ali Liebert, Sergio Osuna & Nelson Wong          |
| 2015 | The Music in Me                          | Ben                          | junto a Debbie Gibson, Amy Forsyth & Gloria Reuben                                     |
| 2014 | Vow of Violence                          | -                            | junto a Tricia Collins, Heidi Ford, Teach Grant & Annie Heise                          |
| 2014 | A Christmas Tail                         | -                            | junto a Kyle Cassie, Rachael Leigh Cook, Zachary Levi & Catherine Lough Haggquist      |
| 2014 | For Better or for Worse                  | Marco                        | junto a Lisa Whelchel, Edward Ruttle, Keith Martin Gordey, Kim Fields & David Lewis    |
| 2014 | En mis sueños                            | Mario                        | junto a Katharine McPhee, Mike Vogel, JoBeth Williams, Rachel Skarsten & Jason Cermak  |
| 2014 | Bomb Girls: Facing the Enemy             | Marco Moretti                | junto a Meg Tilly, Peter Outerbridge, Michael Seater, Anthony Lemke & Tahmoh Penikett  |
| 2014 | The Good Mistress                        | David                        | junto a Annie Heise, Kendra Anderson, Tricia Collins & Jeremy Guilbaut                 |
| 2014 | Anita B.                                 | Aron                         | junto a Andrea Osvárt, Eline Powell, Robert Sheehan, Moni Ovadia & Nico Mirallegro     |
| 2013 | Hats Off to Christmas!                   | Nick                         | junto a Haylie Duff, Jay Brazeau, Sean Michael Kyer, Melanie Papalia & Kendra Anderson |
| 2012 | Love at the Thanksgiving Day Parade      | Henry Williams               | junto a Autumn Reeser, April Telek, Ben Cotton & Ali Liebert                           |
| 2012 | September Eleven 1683                    | Charles V, Duque de Lorraine | junto a F. Murray Abraham, Enrico Lo Verso, Alicja Bachleda & Giorgio Lupano           |
| 2012 | American Mary                            | Billy Barker                 | junto a Katharine Isabelle & Julia Maxwell                                             |
| 2011 | Magic Beyond Words: The JK Rowling Story | Jorge Arantes                | junto a Poppy Montgomery                                                               |
| 2010 | Vite in Ostaggio                         | Mathias                      | junto a Kevin Sorbo & Jane Alexander                                                   |
| 2010 | Prigioniero di un Segreto                | -                            | junto a Corinne Cléry & Alessandro Cremona                                             |
| 2010 | Il Ritmo della Vita                      | Antonio                      | junto a Mihaela Damian, Giulia Gorietti & Franco Nero                                  |
| 2009 | Tutta la Verità                          | Thomas                       | junto a Vittoria Puccini, Filippo Nigro & Daniele Pecci                                |
| 2009 | Barbarossa                               | Alberto dell'Orto            | junto a Rutger Hauer, Raz Degan & Cécile Cassel                                        |
| 2009 | Negli Occhi Dell'assassino               | Alessandro Visconti          | junto a Giada D'Auria & Marco Bonetti                                                  |
| 2009 | Smile                                    | Tommy                        | junto a Armand Assante, Harriet MacMasters-Green & Mourad Zaoui                        |
| 2008 | Lost Behind Bar                          | Kevin Reese                  | junto a Paget Brewster, Meg Roe & Ona Grauer                                           |
| 2008 | Carnera: The Walking Mountain            | Max Bear                     | junto a Andrea Iaia, Anna Valle, Paolo Seganti & Paul Sorvino                          |
| 2008 | Elegy                                    | Joven Hombre                 | junto a Ben Kingsley                                                                   |
| 2007 | Love Notes                               | Jamie Derringer              | junto a Laura Leighton & Ellie Harvie                                                  |
| 2006 | The Secret                               | Kevin Reece                  | junto a Bob Procto & John Assaraf                                                      |
| 2005 | Hollywood Flies                          | Luca                         | junto a Bianca Guaccero, Caprice Bourret, Vinnie Jones & Brad Renfro                   |
| 2003 | The Lizzie McGuire Movie                 | Modelo # 2                   | junto a Hilary Duff                                                                    |
| 2002 | Saint Sinner                             | Hermano Gregory              | junto a Greg Serano & Gina Ravera                                                      |
| 2001 | ICE: Beyond Cool                         | Josh                         | junto a Erin Mathews, Tonia Usher & Chris Bolan                                        |
| 2001 | After                                    | -                            | corto - junto a Janine Cox                                                             |

### Apariciones
| Año  | Programa                 | Notas                                  |
| ---- | ------------------------ | -------------------------------------- |
| 2006 | Ballando Con le Stelle 3 | participante - junto a Giada Giacomoni |

## Premios y nominaciones
| Año  | Categoría                                              | Premio            | Película/Serie | Resultado |
| ---- | ------------------------------------------------------ | ----------------- | -------------- | --------- |
| 2013 | Best Supporting Actor - International Competition      | Leo Award         | American Mary  | Nominado  |
| 2013 | Dramatic Series: Best Supporting Performance by a Male | CinEuphoria Award | Bomb Girls     | Nominado  |